# 五彩きょうこ
五彩 きょうこ（ごさい きょうこ、1965年11月22日 - 2003年2月28日）は、日本の漫画家。神奈川県出身。3歳の時に埼玉県大宮市（現さいたま市）に転居する。女性。東京デザイナー学院中退。
ペンネームの「五彩」は「多種多様な作品を生み出せる作家になりたい」との希望を込めてつけられた。

## 経歴
幼少時より別冊マーガレット、週刊マーガレット、りぼんを愛読していた。同時に手塚治虫、大友克洋作品を始め、劇場版が公開され一大ブームを巻き起こした『銀河鉄道999』『宇宙戦艦ヤマト』『サイボーグ009』『機動戦士ガンダム』、宮崎駿制作一連のアニメ作品にも深く傾倒する。
高校在学中の1983年、デラックスマーガレット掲載『紹介 百合子の場合』でデビュー。主に同誌や別冊マーガレット、ザ・マーガレットで作品を発表する。
結婚→出産後は育児に専念するため一時休業していたが、自らの育児体験を描いたいわゆる育児マンガを育児雑誌に発表し、再復帰を果たす。他にも「学校の怪談シリーズ」の挿絵やYOUなどレディースコミックにも活躍の場を拡げた。

## 作品リスト

### 漫画
- 紹介 百合子の場合（デラックスマーガレット、集英社 1983年11月号）
- とんとんとなり（ザ・マーガレット、集英社 1984年No.9）
- リボンのこころ（デラックスマーガレット、集英社 1985年4月号）
- すずめのガッコウ（デラックスマーガレット、集英社 1985年5月号）
- 2じかん15ふん（別冊マーガレット、集英社 1985年6月号）
- Ｔシャツが泥んこ（デラックスマーガレット、集英社 1985年9月号）
- 好きな人（ザ・マーガレット、集英社 1985年No.10）
- ロボット（別冊マーガレット、集英社 1985年11月号）
- お花のもうふ（デラックスマーガレット、集英社 1986年5月号）
- 良品おとめ工場（デラックスマーガレット、集英社 1986年9月号）
- 土ぼこりのおみやげ（デラックスマーガレット、集英社 1986年11月号）
- さいごの雪道（別冊マーガレット、集英社 1987年2月号）
- はつこいブック（デラックスマーガレット、集英社 1987年5月号）
- ゴリラの母（デラックスマーガレット、集英社 1987年9月号）
- 10ねんたっても100ねんたっても（デラックスマーガレット、集英社 1988年1月号）
- 三丁目のともだち（デラックスマーガレット、集英社 1988年3月号）
- せんせい　ぼくたち　わたしたち（デラックスマーガレット、集英社 1988年7月号）
- オマケの表彰状（デラックスマーガレット、集英社 1988年9月号）
- バイバイね（デラックスマーガレット、集英社 1989年3月号）
- サイトウ1号物語（デラックスマーガレット、集英社 1989年7月号）
- 山田村大字青春日記（別冊マーガレット、集英社 1990年4月号）
- オヤコ仁義-山田村大字青春日記 vol.2-（デラックスマーガレット、集英社 1990年7月号）
- おまめ-ちいさないのちたち-（デラックスマーガレット、集英社 1990年11月号）
- コドモノペイジ-瓦の屋根と柱のキズと-（デラックスマーガレット、集英社 1991年1月号）
- 1991年2月14日木曜日（デラックスマーガレット、集英社 1991年3月号）
- 少国民画報（別冊マーガレット、集英社　1991年6月号 - 1992年12月号、1993年1月号 - 9月号、12月号、1994年1月号、1994年3月号 - 5月号）
- レイコ・10歳・初恋日記（デラックスマーガレット、集英社 1992年5月号）
- 嫁ぐ日
- 琥珀の宝箱（オフィスユー、集英社 1999年-）
- 早産みのお恭・見参（産む！ 12人のマママンガ家プラス100人のママの生の声 あおば出版 2000年11月）
- 料理のできる女（別冊YOU、集英社 2000年10月号）
- 里帰り（さくら増刊・嫁VS姑 Vol.6、あおば出版）

### 挿絵
- ご用だっ！ねこねこユーカイ事件 少女みずき捕物ノート（ポプラ社 1990年12月）
- 学校の怪談シリーズ 保健室のねむり姫（ポプラ社 1991年9月）
- 学校の怪談シリーズ 塾の帰りはおばけ屋敷（ポプラ社 1992年2月）
- オバケやしきのおさいふ事件 少女みずき捕物ノート（ポプラ社 1992年3月）
- 学校の怪談シリーズ こっくりさん、きてください（ポプラ社 1993年2月）
- 死んでも生きている女の巻 (こわさ120%超怪談!!) （ポプラ社 1993年11月）
- チャレンジスピリッツ！ヴェルディ (燃えろ！Jリーグ！)（汐文社 1995年3月)
- 泣かないもん！（7代目おかみは小学生!?の巻） みのり旅館物語（ポプラ社 1996年10月）
- ネコマタのおばばと異次元の森（ポプラ社 1997年4月）